# Arrien-en-Bethmale
Arrien-en-Bethmale település Franciaországban, Ariège megyében. Lakosainak száma 123 fő (2022. január 1.). Arrien-en-Bethmale Bethmale, Bordes-Uchentein, Castillon-en-Couserans és Moulis községekkel határos.

## Népesség
A település népességének változása:
| Lakosok száma | 186  | 89   | 110  | 103  | 104  | 111  | 111  | 111  | 112  | 123  |
|               | 1968 | 1982 | 1999 | 2006 | 2011 | 2015 | 2017 | 2018 | 2020 | 2022 |